# Tami Roman
Tami Roman est une actrice américaine née le 17 avril 1970 dans le Mount Vernon, New York (États-Unis).

## Biographie
En 1993, Tami décroche un rôle dans le MTV-Realityshow The Real World. En raison de la popularité ainsi obtenue elle peut présenter d'autres shows MTV comme Beach MTV, MTV Jams, Primetime MTV et Rude Awakening et jouait dans certains films.
En 1994, elle se marie avec Kenny Anderson dont elle accepte le nom et avec lequel elle a deux filles : Lyric Chanel et Kenni Lauren. Ils divorcent en 2001, et Tami remet de nouveau le nom de famille commun Anderson.
À côté de la dissimulation, elle développe de propres idées de scénario et veut faire un CD comme chanteuse.

## Filmographie

### Cinéma
- 2001 : MacArthur Park de Billy Wirth : Rose
- 2001 : Tara (en) de Leslie Small : Juge Bankhead
- 2001 : Sacred Is the Flesh de Carl Seaton : May
- 2003 : Hot Parts de Jennifer Marchese : Midnight
- 2004 : Hair Show de Leslie Small : Zora
- 2005 : Tears of a Clown de Tony Spires : Carolyn Black
- 2006 : One Foot in, One Foot Out de Marc Stone : Valérie (court métrage)
- 2006 : The Last Stand (en) de Russ Parr (en) : DeDe Calvin
- 2007 : South of Pico de Ernst Gossner : Irène
- 2010 : Something Like a Business de Russ Parr (en) : Procureur
- 2012 : Life, Love, Soul de Noel Calloway : Renée Jackson
- 2013 : Sunday's at Noon de Ka'ramuu Kush : Mona (court métrage)
- 2015 : Play Date de Paige Morrow Kimball : Jennifer (court métrage)
- 2016 : Beyond the Game de Erken Ialgashev : Présentatrice
- 2016 : ANYWHERE, U.S.A. de Aloni Ford : Coco (court métrage)
- 2017 : Just Within Reach de Anna Bamberger : Viola
- 2018 : District de Anthony Bawn : Tasha
- 2018 : Tijuana Jackson: Purpose Over Prison de Romany Malco : Sharea Jackson
- 2019 : Fall Girls de Chris Stokes : Linda

### Télévision

#### Séries télévisées
- 1993 : Mariés, deux enfants (Married with Children) : Meg (Saison 8, épisode 8)
- 1994 : Les Dessous de Palm Beach (Silk Stalkings) : Sally (Saison 3, épisode 17)
- 2000 : Les Parker (The Parkers) : Dina (Saison 1, épisode 14)
- 2001 : Steve Harvey Show (The Steve Harvey Show) : Bernadette (Saison 5, épisode 16)
- 2002 : Steve Harvey Show (The Drew Carey Show) : Susan (Saison 7, épisode 24)
- 2003 : Sabrina, l'apprentie sorcière (Sabrina the Teenage Witch) : Une vendeuse (Saison 7, épisode 19)
- 2003 : One on One : Elizabeth (Saison 3, épisode 4)
- 2004 : Half and Half : Spice (Saison 2, épisode 17)
- 2004 : JAG : Beauty Tech (Saison 9, épisode 19)
- 2005 : Summerland : Leslie Sloan (Saison 2, épisode 13)
- 2005 : Sex, Love and Secrets : Angela (Saison 1, épisodes 3 et 4)
- 2007-2008 : Moonlight : Maureen "Mo" Williams (8 épisodes)
- 2011 : Love That Girl! (en) : ?
- 2011 : Eden : Lila (Épisode pilote)
- 2013 : Belle's : Loreta Cooper (6 épisodes)
- 2014 : Extant : Cass Hendy (Saison 1, épisodes 1 et 3)
- 2017 : District : Tasha (Mini-série, 4 épisodes)
- 2017 : Tales (en) : Silk (Saison 1, épisode 8)
- 2018 : Bonnet Chronicles on Tidal : Betty (Mini-série, 12 épisodes)
- 2018-2021 : The Family Business (en) : London Duncan-Grant (27 épisodes)
- 2019 : Saints & Sinners : Felicia (6 épisodes)
- 2019-2021 : Truth Be Told : Le Poison de la vérité : Lillian Scoville (15 épisodes)
- 2021 : The Ms. Pat Show (en) : Denise Ford (11 épisodes)
- 2021 : Vicious : Chantel (8 épisodes)

#### Téléfilms
- 2003 : The Street Lawyer de Paris Barclay : Lontae Burton
- 2004 : Earthquake de Gil Junger : Debbie
- 2005 : Talk Show Diaries de Sheldon Epps : Zoe
- 2007 : Wifey de Reginald Hudlin : Freddie Million
- 2017 : When Love Kills: The Falicia Blakely Story de Tasha Smith : Stacey